# Maria von Linden

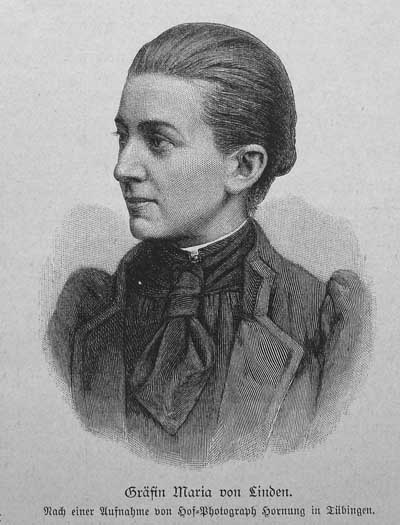
von Linden nach einem Foto von 1895

Maria Anna Wilhelmine Luise Karoline Elise Kamilla Olga Amalie Pauline Gräfin von Linden (* 18. Juli 1869 in Schloss Burgberg, Kreis Heidenheim; † 26. August 1936 in Schaan, Liechtenstein) war eine deutsche Zoologin und Parasitologin. Sie erhielt 1910 als erste Frau in Preußen und eine der ersten im Deutschen Reich an der Universität Bonn den Professorentitel, allerdings ohne Lehrerlaubnis.

## Leben

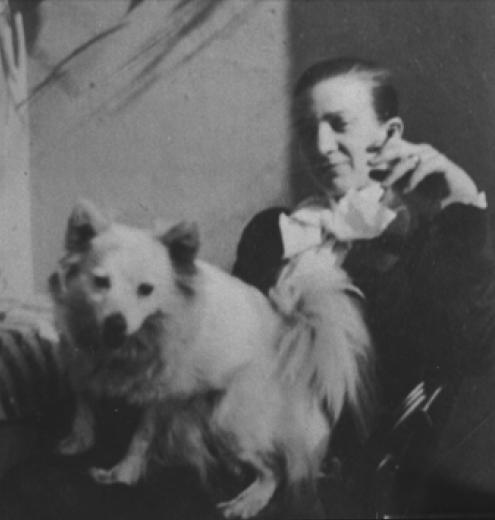
von Linden im Jahr 1902

Maria von Linden stammte aus dem Adelsgeschlecht Linden. Sie war die Tochter des Grafen Edmund von Linden (1833–1893) und dessen Ehefrau Eugenie, geb. Freiin Hiller von Gärtringen (1837–1901), Tochter der Antonie Elisabeth Freiin von Münchhausen und des Rudolf Freiherr Hiller von Gaertringen. Der Vater war Mitinhaber des Gutes in Burgberg und führte die Titel eines kgl. württ. Kammerherrn, war vormals k.k. Oberleutnant a. D. Der Großvater Hiller von Gaertringen war kgl. württ. sowie fstl. hohenzoll. Kammerherr und Oberforstmeister.
Ab dem sechsten Lebensjahr erhielt sie Privatunterricht vom Dorfschullehrer, zusätzlich ab dem achten Lebensjahr Religionsunterricht vom dortigen Pfarrer. Im Jahre 1883 trat die Comtesse in das renommierte „Victoria-Pensionat“ und die damit verbundene Töchterschule in Karlsruhe ein. Autodidaktisch ergänzte sie ihr Wissen, insbesondere in Mathematik und Latein.
Nach weiteren privaten Studien und Teilnahme am Unterricht der Oberprima legte Linden 1891 als Externe und erste Württembergerin das Abitur am Stuttgarter Realgymnasium (heute das Dillmann-Gymnasium) ab. Die Zulassung zur Abiturprüfung erlangte sie mit Hilfe ihres Großonkels, des zeitweiligen württembergischen Innen- und Außenministers Josef Freiherr von Linden. Er verhalf ihr auch zur Sondergenehmigung des württembergischen Königs Wilhelm II., mit der sie 1892 das naturwissenschaftliche Studium an der Eberhard-Karls-Universität Tübingen beginnen durfte. Sie war damit die erste Studentin dieser Universität und Württembergs. Allerdings war sie nie voll immatrikuliert, sondern erhielt lediglich die Erlaubnis, als Gasthörerin Veranstaltungen zu besuchen, und im Falle des Erfolges die Aussicht, promoviert zu werden. Vom Kanzler der Universität (Karl Heinrich Weizsäcker) wurde sie zu Beginn ihrer Studienzeit persönlich empfangen und mit dem Hinweis, sie solle doch jeden Abend um zehn Uhr zu Bett gehen und „Sie müssen uns eine Ehre machen!“ entlassen. Sie besuchte Veranstaltungen bei Lothar Meyer und Theodor Eimer. Ihre Teilnahme an Lehrveranstaltungen wurde zuweilen humoristisch wahrgenommen. So meinte Eimer im Zusammenhang mit der Entstehung menschlichen Lebens in einer Vorlesung: „Nicht wahr, Gräfle, der Mensch ist aus Dreck geschaffen?“, was sie mit „Jawohl, Herr Professor, aber nur der Mann.“ erwiderte.

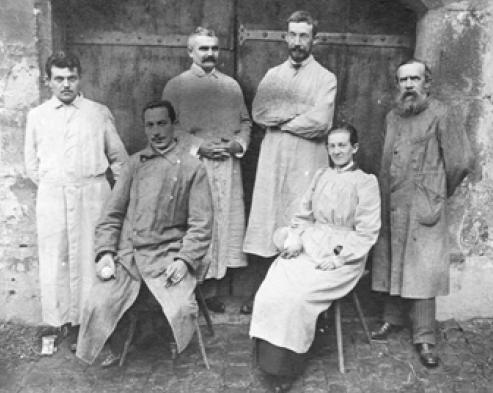
von Linden mit Kollegen vor dem Mazerationsraum des Zoologischen Instituts in Tübingen

An der Tübinger Universität erhielt sie auch 1895 als erste Frau in Deutschland den Titel Scientiae Naturalis Doctor. Als Hauptfach hatte sie Zoologie, als Nebenfächer Physik und Botanik gewählt. Das Thema ihrer Dissertation lautete: Die Entwicklung der Zeichnung und der Sculptur der Gehäuseschnecken des Meeres. Danach forschte sie als Assistentin Eimers, bis sie 1899 eine Stelle an der Universität Bonn, zunächst am Zoologischen und Vergleichenden Anatomischen Institut der Mathematisch-naturwissenschaftlichen Fakultät und ab 1906 am Anatomischen Institut der Medizinischen Fakultät,  annahm. Ab 1908 Abteilungsvorsteherin der neuen Parasitologie am Hygienischen Institut der Universität Bonn unter Leitung von Dittmar Finkler, suchte sie vor allem nach Möglichkeiten der Tuberkulose-Bekämpfung. Sie entdeckte die antiseptische Wirkung von Kupfer, welche dann von der Firma Paul Hartmann in Heidenheim zur Herstellung von sterilem Verband- und Nahtmaterial genutzt wurde.

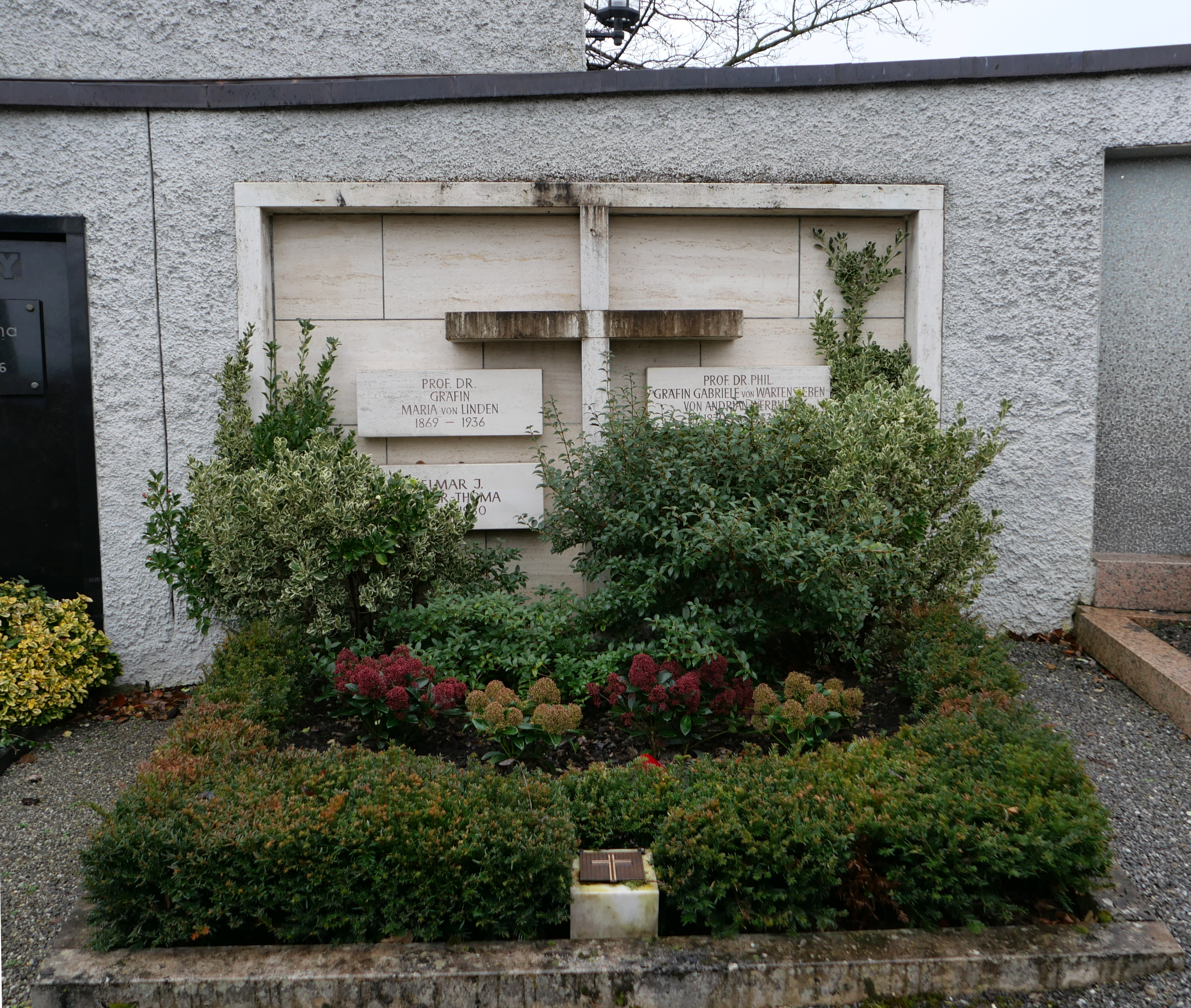
von Lindens Grab auf dem Schaaner Friedhof

Obwohl von Linden aufgrund ihrer Leistungen zum „Titular-Professor“ ernannt wurde, verwehrte ihr der preußische Kulturminister ihr Habilitationsgesuch und das Recht zu lehren, allgemein wurde den Frauen das Recht abgesprochen sich zu habilitieren.
Die Gräfin war eine entschiedene Gegnerin des Nationalsozialismus, den sie nach den Aufzeichnungen Wladimir Lindenbergs schon 1923 als große Gefahr erkannte. 1933 wurde sie zwangspensioniert. Sie unterstützte die Familie des jüdischen Physikers Heinrich Hertz, in deren Haus sie in Bonn 34 Jahre lang gelebt hatte. 1935 bemühte sie sich um eine Emigrationsmöglichkeit für sie. Linden selbst emigrierte nach Liechtenstein, wo sie sich weiterhin wissenschaftlich betätigte, insbesondere im Bereich der Krebsforschung.
Sie verstarb am 26. August 1936 in Schaan an den Folgen einer Lungenentzündung und fand auf dem dortigen Friedhof ihre letzte Ruhestätte. In ihrem Grab wurde später auch die deutsche Psychologin und Lehrerin Gabriele Gräfin von Wartensleben (1870–1953) bestattet, mit der von Linden eine „Lebensfreundschaft“ verband.

## Ehrungen
Im Jahr 1900 wurde sie von der französischen Akademie der Wissenschaften mit dem Da-Gamo-Machado-Preis ausgezeichnet, 1908 als „Abteilungsvorsteher“ mit der Neueinrichtung des Parasitologischen Instituts an der Universität Bonn betraut. Am 30. November 1902 (Matrikel-Nr. 3156) wurde sie zum Mitglied der Leopoldina gewählt.

Im Wintersemester 1937/38 wurde eine Tübinger Gruppe der Arbeitsgemeinschaft Nationalsozialistischer Studentinnen nach Maria von Linden benannt.

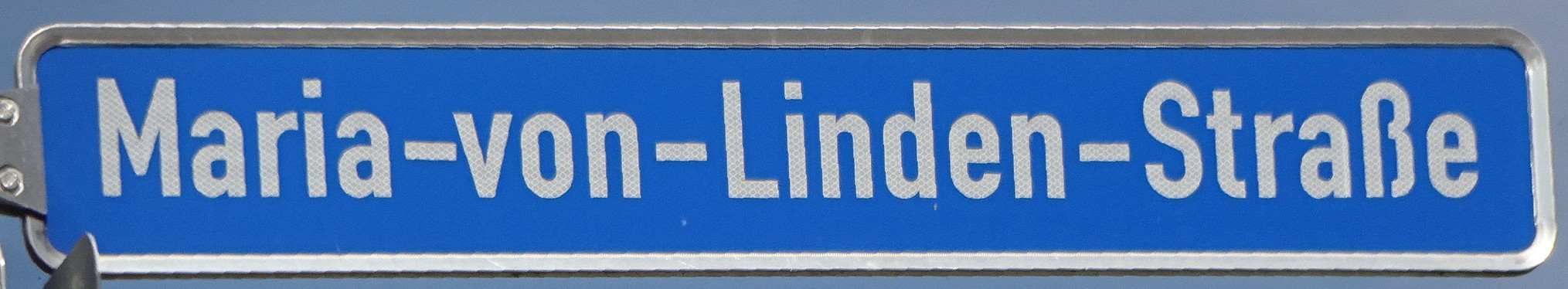
Straßenschild in Tübingen

1994 wurde eine Schule in Heidenheim nach ihr benannt. Im Jahre 1999 wurde in Calw-Stammheim der Ableger des Hermann-Hesse-Gymnasiums nach ihr benannt, das jetzige Maria-von-Linden-Gymnasium.
Der Verband Baden-Württembergischer Wissenschaftlerinnen vergibt seit 2001 den Maria Gräfin von Linden-Preis. 2006 wurde an der Rheinischen Friedrich-Wilhelms-Universität Bonn ein neues Frauenförderprogramm entwickelt und trägt seitdem ihren Namen.
Die 2011 eröffnete Stuttgarter Stadtbibliothek am Mailänder Platz hat einen Arbeitsraum namens Maria-von-Linden-Kabinett.
In Tübingen, in Recklinghausen und in Germering wurden Straßen nach Maria von Linden benannt.
Am 8. Mai 2024 wurde Maria von Linden im Rahmen des Projekts Frauenorte in die Liste der FrauenOrte NRW aufgenommen und eine Gedenktafel im Park vor dem Ernst-Moritz-Arndt-Haus angebracht.

## Schriften
- Die Entwicklung der Zeichnung und der Skulptur der Gehäuseschnecken des Meeres. Engelmann, Leipzig 1896, zugleich Dissertation.
- Die Farben der Schmetterlinge und ihre Ursachen. 1900, urn:nbn:de:bsz:14-db-id18859139743 (Da-Gama-Machado[18]-Preis der französischen Akademie der Wissenschaften).
- Die Assimilationstätigkeit bei Schmetterlings-Puppen. Veit, Leipzig 1912.
- Parasitismus im Tierreich. Vieweg, Braunschweig 1915.
- Erfahrungen der Kupferbehandlung bei der experimentellen Tuberkulose des Meerschweinchens und bei den verschiedenen Formen der Tuberkulose des Menschen. Die bisherigen Ergebnisse der Kupferbehandlung bei Nematodenerkrankungen mit besonderer Berücksichtigung der experimentellen Trichonose. Schoetz, Berlin 1917, Digitalisat (DjVu-Format).

## Genealogie
- Gothaisches Genealogisches Taschenbuch der Freiherrlichen Häuser. Zugleich Adelsmatrikel der D.A.G. Teil B (Briefadel). 1939. Jahrgang, Justus Perthes, Gotha 1938.
- Walter von Hueck, Erik Amburger, Friedrich Wilhelm Euler, Silve-Maria von Hueck, u. a.: Genealogisches Handbuch der Freiherrliche Häuser. B (Briefadel). 1978. Band VII, Band 68 der Gesamtreihe GHdA, Hrsg. Deutsches Adelsarchiv, C. A. Starke, Limburg/Lahn 1978, S. 200–201. (Altersportrait in den Folgeseiten. Um 1930).